# Christusorden (Heiliger Stuhl)
Der Christusorden (auch Orden der Christusritter, lateinisch Militia Domini Nostri Iesu Christi, italienisch Ordine Supremo del Cristo) ist der protokollarisch höchste vom Papst verliehene Verdienstorden. Zwar wurde 1987 die Verleihung ausgesetzt und gibt es seit 1993 keine lebenden Ordensträger mehr, doch besteht der Orden formal bis heute.

## Geschichte
Am 14. März 1319 erteilte Papst Johannes XXII. in der Bulle Ad ea ex quibus die Zustimmung zur Gründung des portugiesischen Christusordens, dessen Ritter nach der Regel des Ritterordens von Calatrava zu leben hatten. Aus vielen Quellen geht hervor, dass sich der Papst in der Bulle das Recht zur Ernennung von päpstlichen Rittern zum Christusorden vorbehalten habe. Der ursprüngliche Text der Bulle beinhaltet dieses Vergabevorrecht nicht, es widerspricht aber nicht der Praxis, dass der Papst seine Zustimmung zur Ernennung von Rittern gegeben hatte oder über ein Mitspracherecht verfügte.
In seiner heutigen Form wurde der päpstliche Christusorden am 7. Februar 1905 von Papst Pius X. organisiert und ist die protokallarisch höchste Auszeichnung des Vatikans.
Der Verdienstorden wurde sehr selten verliehen, vor allem an Staatsoberhäupter und hervorragende Staatsleute von katholischem Glauben, die besondere Verdienste entweder um die katholische Kirche oder um die Gesellschaft erworben hatten. Die letzte Verleihung des Ordens erfolgte 1987 an Angelo de Mojana di Cologna, seit dem Tod des Ordensträgers König Baudouin im Jahr 1993 gibt es keine lebenden Ordensträger mehr.

## Ordenszeichen und Trageweise
Das Ordenszeichen ist das gleiche wie das des portugiesischen Christusordens: ein rotes Prankenkreuz, das mit einem weißen Lateinischen Kreuz belegt ist. Das Ordenszeichen hängt an einer goldenen Königskrone.
Sämtliche Ritter erhielten auch die Collane bei der Verleihung. Sie besteht aus dreierlei Gliedern: dem päpstlichen Wappen, dem Ordenskreuz innerhalb eines Lorbeerkranzes und zwischen ihnen goldenes Geflecht. Der silberne Ordensstern ist achtstrahlig und hat im Mittenmedaillon das Ordenskreuz, das von einem grün emaillierten Lorbeerkranz umgeben ist.

## Stellung innerhalb der Rangordnung
Es gilt folgende Rangordnung der päpstlichen Verdienstorden und Ehrenzeichen:
1. Christusorden
2. Orden vom Goldenen Sporn (Stifter und Stiftungsjahr unbekannt, 1905 erneuert von Pius X.,  nur eine Klasse, seit 2019 keine lebenden Mitglieder mehr)
3. Piusorden (1847 gestiftet von Pius IX.) (vier Klassen)
4. Gregoriusorden (1831 gestiftet von Gregor XVI.) (vier Klassen)
5. Silvesterorden (1841 gestiftet von Gregor XVI.) (vier Klassen)
6. Pro Ecclesia et Pontifice (1888 gestiftet von Leo XIII.; Verdienstkreuz, nur eine Klasse)
7. Benemerenti (1832 gestiftet von Gregor XVI.; Verdienstmedaille, nur eine Klasse)
8. Jerusalem-Pilgerkreuz (1901 gestiftet von Leo XIII.) (drei Klassen)

## Ritter des päpstlichen Christusordens
Die einzigen Protestanten, die den Orden erhielten, waren Otto von Bismarck (1885) und Prinz Heinrich von Preußen. Ein anderer deutscher Ritter des Ordens war der Katholik Konrad Adenauer, dem er im September 1963 von Papst Paul VI. verliehen wurde.
Siehe auch: Kategorie:Träger des päpstlichen Christusordens

Herzog Friedrich Ferdinand von Anhalt-Köthen
Johann Franz Anton von Olry
Adolf von Auersperg
Heinrich von Heß
Otto von Bismarck
George Robinson, 1. Marquess of Ripon
Charles III. von Monaco
Scipione Salviati, 1. Herzog Salviati. L'Opera dei Congressi Präsident.
Erzherzog Eugen von Österreich-Teschen
Prinz Heinrich von Preußen
Alejandro Groizard y Gómez de la Serna, Minister für Äußeres Spaniens
Claudio López Bru, 2. Markgraf von  Comillas
Antonio Aguilar y Correa, 8. Markgraf von la Vega de Armijo
Marcantonio VII. Colonna, 18. Prinz von Paliano
Alessandro Ruspoli, 7. Prinz von Cerveteri
Viktor Emanuel III. von Italien
Umberto II. von Italien
Fra' Ludovico Chigi Albani della Rovere
Wilhelm Miklas
Albert Lebrun
Felix von Bourbon-Parma
Francisco Franco
Luigi Einaudi
René Coty
Charles de Gaulle
Baudouin von Belgien
Éamon de Valera
Antonio Segni
Konrad Adenauer
Maximilien Kardinal de Fürstenberg
Fra' Angelo de Mojana di Cologna